# Arenzano
Arenzano est une commune italienne de la ville métropolitaine de Gênes dans la région Ligurie en Italie.

## Patrimoine bâti
La  villa Negrotto-Cambiaso, dite aussi villa Sauli Pallavicino est construite en 1558 pour le marquis Tobias Pallavicino. Vers 1880, la marquise Luisa Sauli Pallavicino transforme l'ancienne maison de campagne, à vocation essentiellement agricole,  en petit château néo-médiéval agrémenté d'un parc à l'anglaise que protège un mur d'enceinte.
En 1931, le jardin est enrichi d'une serre monumentale par la marquise Mathilde Negrotto Cambiaso. La Municipalité d'Arenzano acquiert en 1981 cette propriété et la villa devient hôtel de ville.

### Églises
Église paroissiale
Parmi les diverses églises présentes sur le territoire de la commune, l'église paroissiale SS Nazario e Celso est dédiée aux saints Nazaire et Celse. Elle remonte dans son expression baroque actuelle à un projet de 1703 dessiné par un architecte ligure, le père Marino dall'Assunta, religieux augustinien né Antonio Maria Ricca. L'église, richement ornée de stucs et décors peints, a gravement souffert d'un bombardement le 14 août 1944 qui a entraîné de lourdes pertes artistiques. La reconstruction a duré près de cinquante ans, chantier durant lequel on a apporté quelques modifications à l’œuvre originale, notamment lors de la reconstruction de l'immense coupole incendiée, rétablie un peu plus haute que précédemment. Elle était ornée d'un décor peint dû à Francesco Semina (1832-1883), décor qui a été fidèlement reproduit par Ernesto Massiglio (1895-1974). Il illustre l'Ascension de Jésus.
Sanctuaire du Bambino Gesù de Prague
Le sanctuaire de l'Enfant-Jésus de Prague est tenu par les Carmes. Ce sanctuaire est original en raison de sa facture moderne et de son titre. La dévotion à l’Enfant Jésus remonte notamment à sainte Thérèse de Jésus († 1582) et saint Jean de la Croix (†1591) qui l’introduisent chez les Carmes. La statuette de l’Enfant Jésus de Prague, donnée aux Carmélites de Prague en 1628 est devenue particulièrement importante parmi les lieux consacrés à cette dévotion. A la même époque en France, au carmel de Beaune, la vénérable Marguerite du Saint-Sacrement développe elle aussi à partir des années 1630 la vénération à l’Entant Jésus et au « Petit Roi de Grâce ». A Arenzano, le culte de l’Enfant Jésus de Prague commence en 1900, grâce à un petit tableau exposé par les carmélites dans leur modeste église. Dès lors se développe un extraordinaire mouvement de dévotion et l’affluence croissante des fidèles nécessite en 1904-1908 la construction du sanctuaire, le premier au monde à être dédié principalement à l’Enfant Jésus.
Au cours du XXe siècle, la dévotion à l'Enfant Jésus de Prague a pu se développer encore mieux ici du fait de la fermeture de la moitié orientale de l'Europe pendant l'époque du communisme soviétique. L'affluence des fidèles est importante et régulière, surtout le premier dimanche de septembre pour le grand pèlerinage qui attire des croyants par cars entiers.

## Administration
| Période                                  | Période | Identité | Étiquette | Qualité |
| ---------------------------------------- | ------- | -------- | --------- | ------- |
|                                          |         |          |           |         |
| Les données manquantes sont à compléter. |         |          |           |         |

### Hameaux
Terralba, Terrarossa, Campo, Gazo, Cantarena, Comunione Privata della Pineta

### Communes limitrophes
Cogoleto, Gênes, Sassello